# Sự cố mất điện Sri Lanka 2020
Vào ngày 17 tháng 8 năm 2020, khoảng 12 giờ 30 chiều SLST (UTC+5:30), sự cố mất điện đã xảy ra trên toàn đất nước Sri Lanka kéo dài hơn 7 giờ do sự cố kỹ thuật truyền dẫn tại trạm Kerawalapitiya Grid-Sub, ảnh hưởng đến toàn bộ dân số 21 triệu người. Hội đồng Điện lực Ceylon cho biết vẫn chưa rõ nguyên nhân của việc cắt điện, gọi đó là sự cố không xác định. Bộ Năng lượng tuyên bố rằng một ủy ban đặc biệt đã được chỉ định để điều tra về nguyên nhân gốc rễ đằng sau vụ mất điện.

## Hậu quả
Sự cố mất điện cũng gây gián đoạn các hoạt động hàng ngày của công chúng, tắc nghẽn giao thông ở Colombo do hệ thống tín hiệu giao thông và dịch vụ cấp nước bị trục trặc. Sự cố mất điện bắt đầu vào giữa trưa tiếp tục kéo dài đến cuối ngày do các nhà chức trách vẫn chưa khôi phục được nguồn điện. Tuy nhiên, các quan chức cho biết nguồn cung cấp điện đã được khôi phục ở miền nam của đất nước, do không nằm chung mạng lưới điện quốc gia.
Ban đầu, người phát ngôn của Bộ Năng lượng cho rằng sự cố mất điện xảy ra có thể do sự cố của Nhà máy điện Kerawalapitiya. Bộ trưởng Bộ Điện lực Dullas Alahapperuma cho biết sự cố mất điện sẽ được giải quyết trong khoảng thời gian hai giờ nhưng quá trình khôi phục bị trì hoãn hàng giờ do lỗi xếp tầng. Nguồn điện đã được khôi phục ở hầu hết các vùng của đất nước bao gồm cả Colombo vào khoảng 8h30 tối và được coi là sự cố mất điện toàn quốc tồi tệ nhất mà đất nước phải đối mặt kể từ năm 2016. Tình trạng mất điện càng làm trầm trọng thêm tác động do đại dịch COVID-19 gây ra ở nước này. Sự cố mất điện không làm gián đoạn Sân bay Quốc tế Bandaranaike, sân bay chính của đất nước đã bị đóng cửa trong nhiều tháng do đại dịch COVID-19, còn các bệnh viện, văn phòng và cơ sở hạ tầng khác thì đã có máy phát điện dự phòng.

## Bối cảnh
Nhu cầu điện của Sri Lanka hiện được đáp ứng bởi các nhà máy nhiệt điện (54,59%), các nhà máy thủy điện lớn (33,50%), và các trang trại gió (2,12%), các công trình thủy điện nhỏ (8,01%) và các năng lượng tái tạo khác như năng lượng mặt trời (1,78%). Sri Lanka đã từng phải đối mặt với tình trạng mất điện lớn trên toàn quốc trong tháng 3 năm 2016 kéo dài hơn 8 giờ. Việc cắt điện cục bộ khu vực diễn ra phổ biến ở Sri Lanka mặc dù hiếm khi xảy ra tình trạng mất điện trên toàn quốc.